# Luis Zamora

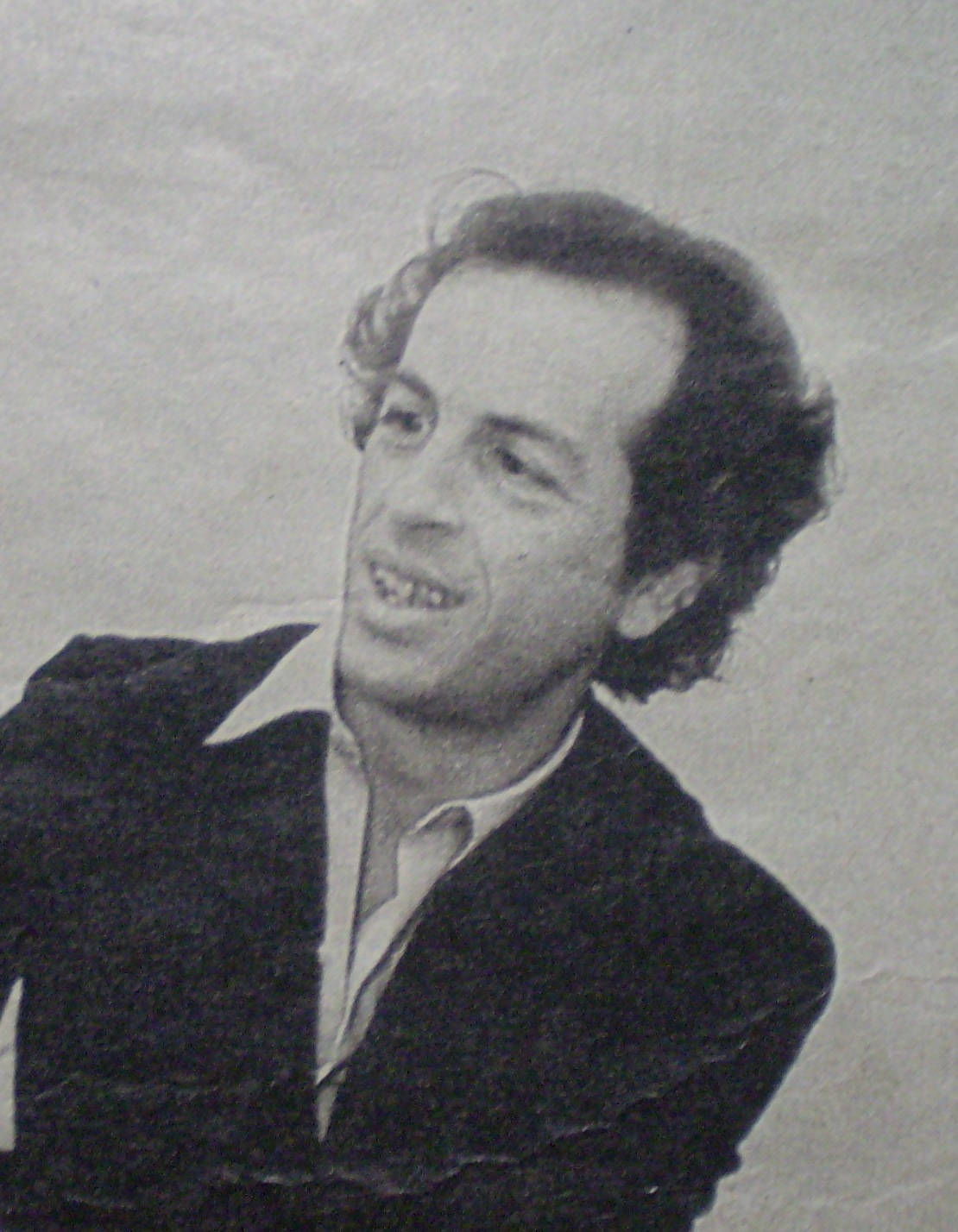
Luis Zamora (1983).

Luis Fernando Zamora (Buenos Aires, 17 de febrero de 1948) es un abogado, político y militante de organismos de derechos humanos argentino. Fue diputado nacional y es el actual líder del partido Autodeterminación y Libertad.

## Inicios
Es Abogado egresado de la Universidad de Belgrano, época en la que también jugaba al rugby.
Comenzó su militancia en defensa de los derechos humanos durante la última dictadura militar de Argentina, como integrante del seminario juvenil de la APDH (Asamblea Permanente por los Derechos Humanos), de la que se alejaría por diferencias políticas con otros miembros, entre ellos, el expresidente Raúl Alfonsín. Por otra parte, se desempeñó como defensor de presos políticos y de familiares de desaparecidos por la dictadura.
En 1979 fue uno de los fundadores del CELS (Centro de Estudios Legales y Sociales), organismo de defensa de derechos humanos.

## Militancia en el MAS
Fue parte del partido político Movimiento al Socialismo entre 1983 y 1989. Participó de una elección interna para dirimir la candidatura a presidente por la alianza Izquierda Unida en 1989 con Néstor Vicente. Resultó derrotado e integró la fórmula presidencial como candidato a vicepresidente.
Fue elegido como diputado nacional en el período en 1989, cargo que ocupó hasta 1993. Como diputado repudió en el recinto el homenaje del congreso a George H. W. Bush en la Cámara de Diputados, mientras las demás bancas aplaudían de pie al presidente estadounidense. Renunció al cobro de sus haberes de diputado y a la jubilación de privilegio que le correspondía al finalizar su mandato, por lo que se sustentó con la venta de libros y ejerciendo la abogacía.
Durante una manifestación en la Plaza de Mayo, acaecida el 1 de mayo de 1992, en conmemoración por el Día Internacional de los Trabajadores, Zamora criticó el sistema de partido único vigente en Cuba, lo que provocó que militantes del Partido Comunista comenzarán a arrojarle monedas y se desatase luego una pelea entre los asistentes a la marcha.

## Militancia en el MST
Luego de la ruptura del MAS estuvo durante un breve tiempo en el Movimiento Socialista de los Trabajadores, siendo candidato a presidente en las elecciones de 1995 y obteniendo 45.970 votos.

## Militancia en Autodeterminación y Libertad
En 2001 fundó, junto a otros intelectuales y políticos de izquierda, Autodeterminación y Libertad, con el que participó de las elecciones parlamentarias 2001, 2005 y 2009, y a jefe de Gobierno de la ciudad de Buenos Aires del año 2003, con diferentes resultados.
En la ciudad de Buenos Aires, durante las elecciones legislativas de 2001 fue elegido diputado con el 10,13% de los votos.
Como diputado fue autor de numerosos proyectos y declaraciones, como por ejemplo: el repudio a la visita del presidente estadounidense George W. Bush, una declaración contra la tortura en Irak y un proyecto sobre despenalización del Aborto. Y demás proyectos como: Producción Pública de Medicamentos Gratuitos; Prohibición de Inversiones Extranjeras, Anulación de protección de las mismas y retiro del CIADI; No pago de la Deuda externa; Anulación de las Leyes Secretas; Prohibición de la Minería a cielo abierto y anulación del tratado binacional con Chile; Apoyo a las asambleas de Esquel y Andalgalá; Reivindicación del levantamiento del Gueto de Varsovia; Retiro de las tropas en Haití, entre otros.
Defendió la libertad de expresión repudiando la censura en distintos medios, entre ellos, el diario Página/12. Repudió el antisemitismo y las declaraciones de Antonio Baseotto sobre el Ministro de Salud Ginés González García. Baseotto había parafraseado una frase evangélica: "a quien escandalizare a uno de estos pequeños más le valdría que le atasen una piedra de molino al cuello y lo arrojasen al mar” (Lc. 17, 1-2) para definir la gravedad del escándalo generado por el ministro González García en el tema "aborto", pero hubo quienes, desconociendo que se trataba de una frase de Jesucristo, o tal vez no bien traducida, pensaron erróneamente que se refería a algunos métodos de eliminación usados por la dictadura. Por otra parte, presentó un proyecto para la prohibición de la técnica de explotación minera con uso de cianuro u otras sustancias tóxicas. Resultó un duro crítico del gobierno de Néstor Kirchner, a quien comparó con Carlos Saúl Menem, en especial en lo referido a política económica.
El 12 de agosto de 2003, cuando la Cámara de Diputados votó la nulidad de las leyes de Obediencia Debida y Punto Final, Luis Zamora se abstuvo, denunciando que la ley (redactada por un puñado de congresistas) abría la puerta a la posibilidad de que solo se juzgue a algunos responsables y que se deje impunes a otros partícipes, tanto militares como civiles.
En las elecciones del año 2003 se presenta como candidato a jefe de Gobierno, obtienendo el 12.3% de los sufragios.
En las elecciones porteñas de 2005 queda en quinto lugar, detrás de Mauricio Macri, Elisa Carrió, Rafael Bielsa y Norberto La Porta. Logra el 3.51% de los votos, por lo cual no renueva su banca de diputado.
En las elecciones legislativas del año 2007, su partido decide no presentarse.
Para las elecciones legislativas de 2009, volvió a presentarse como candidato de AyL a diputado nacional por la Ciudad de Buenos Aires. En las mismas obtuvo alrededor del 2% de los sufragios, por lo cual no obtuvo la banca de diputado.
En 2013 actuó como abogado defensor ad honorem en las causas contra los manifestantes de la Sala Alberdi.
En 2015, Luis Zamora se postula candidato a jefe de Gobierno porteño con AyL, con el lema "decidimos o seguirán decidiendo por nosotros", obtiene el 2,05% de los votos en las P.A.S.O (Primarias Abiertas Simultáneas y Obligatorias), siendo 1,5% el mínimo establecido para participar de las elecciones generales del 12 de julio de 2015, y quedando AyL habilitado para participar en ellas. En las elecciones generales Zamora fue votado por el 3,94%, ocupó el cuarto lugar en esa categoría, y Fernando Vilardo logró ingresar a la legislatura porteña.
En las Elecciones legislativas de Argentina de 2017, Luis Zamora fue candidato a Diputado Nacional por la Ciudad Autónoma de Buenos Aires, superando las primarias y quedando sexto en las generales de octubre con un 4,31%.